# TCDD E 40000

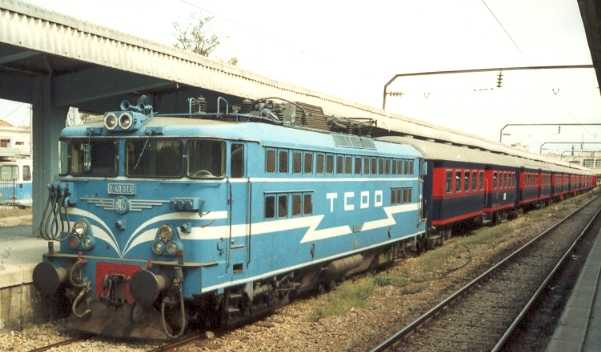
Locomotive TCDD E40000 à Istanbul (Turquie)

La TCDD E40000 est une série de locomotives électriques utilisées par les chemins de fer turcs. Le lot était composé de 15 unités livrées en 1969. Les locomotives ont une puissance de 2 945 kW et peuvent atteindre 130 km/h. Chaque locomotive mesure 14,94 mètres et pèse 79,4 tonnes. L'électrification est faite par un pantographe et le système d'électrification est de 25 kV 50Hz.

## Sources et références
1. ↑  « Trains of Turkey | Traction / E40000 », sur www.trainsofturkey.com (consulté le 3 juillet 2022)